# 小齒狼魚
小齒狼魚，為輻鰭魚綱鱸形目绵鳚亞目狼鳚科的其中一種。其种加词“Denticulatus”意为“具细齿的”。

## 分布
本魚分布於北大西洋區，包括加拿大、法羅群島、挪威、英國、冰島、俄羅斯、瑞典等海域。

## 深度
水深60至1700公尺。

## 特徵
本魚體修長而厚實，頭大，牙齒較細小但尖銳，可以長到145公分長，體重近20公斤。體色從灰色到黑巧克力色有時用淺紫色的光澤。

## 生態
本魚棲息在水溫較低的海域，屬底棲性魚類，常在沙石、礫石底質區域發現其蹤跡。繁殖期在每年年底，雌魚產卵約46500顆卵，由雄魚負責守衛，直到卵孵化。增長率緩慢，成熟需要五年以上。壽命至少12年。屬肉食性，以甲殼類和無脊椎動物，如蟹、海膽和海星。

## 經濟利用
可做為游釣魚類。